# American Towers Tower Liverpool
Der American Towers Tower Liverpool ist ein Sendemast in Liverpool (Texas). Er wird für FM- und TV-Übertragung genutzt. Der abgespannter Stahlfachwerkmast wurde 1992 gebaut. Die Höhe beträgt 598,3 m. Eigentümer ist die American Towers, Inc.